# HMCS Wetaskiwin (K175)
«Ветаскивин» (англ. HMCS Wetaskiwin (K175) — військовий корабель, корвет типу «Флавер» Королівського військово-морського флоту Канади за часів Другої світової війни.
Корвет «Ветаскивин» був закладений 11 квітня 1940 року на верфі компанії Burrard Dry Dock у Норт-Ванкувері. 18 липня 1940 року він був спущений на воду, а 17 грудня 1940 року увійшов до складу Королівських ВМС Канади.

## Історія служби
Після введення до строю, «Ветаскивин» діяв в акваторії Тихого океану, у березні 1941 року його перевели в Атлантичний океан. 13 квітня 1941 року він прибув до Галіфакса. У травні корабель призначили до Ньюфаундлендських ескортних сил для супроводу конвоїв на маршруті між Сент-Джонсом та Ісландією. Корвет виконував бойові завдання у складі ескортних сил до січня 1942 року, коли був відправлений на ремонт та переобладнання.
«Ветаскивин» був призначений до складу конвойної групи C-3, що діяла у Північній Атлантиці і супроводжував конвої суден ON 93, HX 191, ONS 104, SC 90, ON 115, HX 202, ON 121, SC 98, ON 131, HX 210, ON 141, SC 109 та ONS 152 до переобладнання у січні 1943 року. 31 липня 1942 року «Ветаскивин» під час супроводу конвою ON 115 потопив у взаємодії з корветом «Скина» на схід від Ньюфаундленду (49°59′ пн. ш. 36°36′ зх. д. / 49.983° пн. ш. 36.600° зх. д.) глибинними бомбами німецький підводний човен U-588 з усім екіпажем
Під час виконання цього завдання «Ветаскивин» також брав участь у боях за конвой SC 42 у вересні 1941 року та конвой SC 48 у жовтні 1941 року.